# Шпиглер, Мордехай
Мордехай Шпиглер (ивр. מרדכי שפיגלר‎; род. 19 августа 1944, Асбест, РСФСР, СССР[…]) — израильский футболист, участник чемпионата мира 1970 года. Единственный израильский футболист, забивавший в финальных турнирах чемпионатов мира. В ноябре 2003 года назван УЕФА лучшим игроком Израиля последних 50 лет.

## Карьера футболиста

### Клубная карьера
Воспитанник футбольной школы клуба «Маккаби» из Нетании. В матчах за взрослую команду клуба дебютировал в 1963 году, всего сыграл в её составе 8 сезонов. В течение этого времени трижды становился лучшим бомбардиром чемпионата Израиля, четыре раза признавался лучшим игроком внутреннего первенства. В сезоне 1970/71, который стал для него последним в клубе из Натаньи, выиграл вместе с командой титул чемпиона Израиля.
В течение 1972—1974 годов выступал во Франции. Сначала играл в составе команды «Париж», которая по итогам сезона 1972/73 покинула элитный дивизион. В 1973 перешёл в другой столичный клуб «Пари Сен-Жермен», который, в противовес «Парижу», наоборот, именно пробился в элиту французского футбола.
В 1974 году переехал в США, где защищал цвета клуба «Нью-Йорк Космос», выступлениями за который и завершил активную игровую карьеру в 1977 году. В команде из Нью-Йорка играл бок о бок с легендой мирового футбола, бразильцем Пеле, который также доигрывал в Соединенных Штатах.

### Выступления за сборную

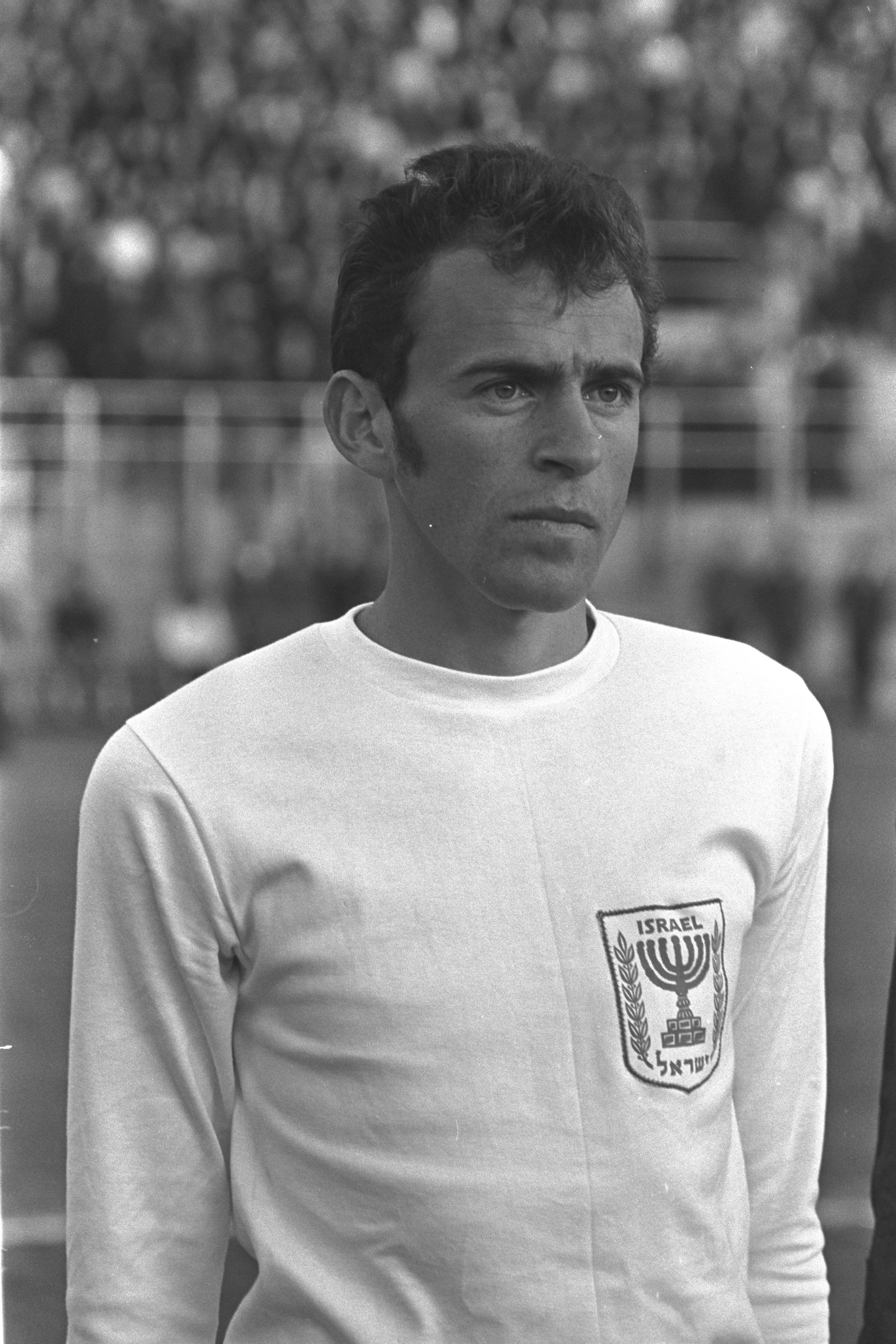
Шпиглер в составе сборной (1970)

В течение 1963—1977 годов выступал в составе национальной сборной Израиля.
В 1964 году стал в составе сборной обладателем Кубка Азии. В рамках триумфального для израильской команды турнира сыграл в трёх матчах, отметился двумя забитыми голами (в том числе одним с пенальти).
В 1968 году принимал участие в футбольном турнире на летних Олимпийских играх в Мехико, в течение которого выходил на поле во всех 4 матчах израильской команды.
Помог сборной Израиля квалифицироваться для участия в финальной части чемпионата мира 1970 года. По результатам первого и пока единственного в своей истории, чемпионата мира сборная Израиля прекратила борьбу на стадии группового этапа, проиграв сборной Уругвая и сыграв вничью в матчах против сборных Швеции и Италии. На этом этапе Шпиглер отметился голом, забитым в ворота шведов, войдя таким образом в историю как автор первого (и пока единственного) гола сборной Израиля в рамках финальных частей мировых первенств.
Всего участвовал в 83 официальных матчах сборной, отметился 32 забитыми голами, что долгое время оставалось лучшим результатом среди показателей всех бомбардиров израильской национальной команды, пока 12 октября 2021-го года его не превзошел Эран Захави.

## Тренерская карьера
Вскоре после завершения игровой карьеры начал тренерскую работу, возглавив в 1979 году «Маккаби» из Хайфы. Впоследствии, до 1984 года поработал ещё в нескольких израильских клубах. Самым удачным для Шпиглера-тренера стал сезон 1982/83, в котором он выиграл титул чемпиона Израиля с командой «Маккаби» (Нетания), с которой 12-ю годами ранее выигрывал этот титул как игрок.
В дальнейшем работал футбольным функционером.

## Достижения

### Командные
- Чемпион Израиля (2): 1970/71, 1977/78
- Обладатель Кубка Израиля: 1977/78
- Обладатель Суперкубка Израиля (2): 1971, 1978
- Победитель Кубка Азии: 1964

### Личные
- Футболист года в Израиле (4): 1966, 1969, 1970, 1971
- Лучший бомбардир чемпионата Израиля (3): 1965/66, 1967/68, 1968/69
- Рекордсмен чемпионата Израиля по количеству голов в одном сезоне: 38 голов
- Лучший футболист Израиля за период 1954—2003 годов (юбилейный приз к 50-летию UEFA)